# Société austro-belge
La Société Austro-Belge était au début du XXe siècle le premier producteur de zinc du pays mais investissait aussi massivement dans le plomb. Elle comptait parmi ses actionnaires le géant allemand Metallgesellschaft. 

## Histoire
La société fait partie des grands groupes belges spécialistes du zinc qui investissent alors dans des opérations permettant d'utiliser les résidus de ce  métal pour en obtenir du plomb. Les deux secteurs sont liés car on trouve beaucoup de plomb dans les mines et les minerais de zinc. Ces groupes belges s'inspirent du succès de l'usine en coentreprise entre Metallgesellschaft et Degussa à Hoboken, implantée en 1887 près d'Anvers, qui est devenue leader du plomb en Europe.
Les discussions qui vont aboutir en 1909, deux ans après la panique de 1907, à l'apparition d'un nouveau cartel du zinc, ont été freinées par les réticences de la Société Austro-Belge, qui avait ouvert de nouveaux fours à zinc les années précédentes.